# Сюрщрьоминг
Сюрщрьоминг (на шведски: surströmming, букв. „кисела херинга“) е шведска деликатесна храна от северната част на страната, която представлява ферментирала херинга от Балтийско море. Сюрщрьоминг се продава в консерви, при отварянето на които се освобождава силна неприятна миризма. Именно поради миризмата се препоръчва консумацията да се извършва на открито. Счита се, че отварянето на консерва под течаща вода, може да омекоти мириса, както и предотвратяването на всякакви пръски от саламурата, но това е трудно постижимо поради високото налягане, получаващо се след ферментацията в консервата.
Херингата се улавя през пролетта, когато е в добро състояние и точно преди да хвърли хайвера си. Рибата ферментира в бъчви за един или два месеца, след което се консервира и ферментацията продължава. Половин до една година след това, газовете от ферментацията създават достатъчно налягане за деформирането на консервите до сравнително сферична форма. Това е и типичната форма, в която сюрщрьоминг може да се намери в хранителните магазини в Швеция.
Именно видът на консервите е причина няколко аеролинии да забранят превозването на сюрщрьоминг на борда на самолетите, с опасението, че под тази форма сюрщрьоминг е потенциално опасна (особено на места с ограничена вентилация). Компании като „Бритиш Еъруейс“ и „Ер Франс“ класифицират консервите със сюрщрьоминг като взривоопасни и забраняват сервирането ѝ по време на своите полети. През 1981 г. германски хазяин изгонва наемателите си без предизвестие след разпространението на миризма от саламура от сюрщрьоминг на стълбището на сградата. Съдът постановява, че прекратяването на договора е оправдано, когато наемодателят демонстрира случая чрез отваряне на консерва вътре в съдебната зала. Съдът заключава, че „се е убедил, че непоносимата миризма на саламурата от рибата далеч надхвърля степента, която другите наематели в сградата може да толерират.“.

Причината за вмирисването на рибата са анаеробни бактерии от групата Haloanaerobium. Тези видове произвеждат въглероден диоксид и редица вещества, придаващи характерната смесица от миризми – острия мирис на пропионова киселина, мириса на развалени яйца (сероводород), мириса на гранясало масло от бутанова киселина, и киселия мирис на оцетна киселина .
Едно от обясненията за произхода на този метод за консервиране е, че той е създаден по време, когато солта е била изключително скъпа. Ферментацията е била използвана за съхраняване на храна, като метод, използващ относително малко количество сол, но достатъчно да се спре процесът на разлагане. Солта повишава осмотичното налягане на разтвора над степен, в която бактериите отговорни за разлагането на белтъците не могат да функционират, и това предотвратява разграждането на белтъци до олигопептиди и аминокиселини. Солта, използвана при този процес, обаче е достатъчна и безвредна за развитието на Haloanaerobium, които от своя страна разграждат гликогена до органични киселини, даващи киселия вкус и мирис.